# Менілітові сланці
Менілі́тові сланці — історична і поширена серед геологів назва менілітових бітумінозних аргілітів. Ці породи є основною складовою менілітової світи міоценових відкладів Українських Карпат. 

## Назва
Як показали детальні петрографічні дослідження зразків з різних родовищ в Карпатах, дану осадову гірську породу неприпустимо називати сланцями, оскільки термін сланці — застосовують виключно до метаморфічних порід, а ознак метаморфізму в менілітових «сланцях» знайдено не було.

## Поширення
Менілітові бітумінозні аргіліти складають основну масу порід менілітової світи Українських Карпат. 

## Запаси
Геологічні запаси менілітових бітумінозних аргілітів на території України до глибини 200 м складають понад 500 млрд т. Вони залягають потужними шарами від десятків до 1500 м смугою уздовж північно-східного схилу Карпат на рівнинах, що безпосередньо прилягають до гірського масиву від кордону з Польщею на півночі і до Румунії на півдні.

## Властивості та основні характеристики
При вивітрюванні вони інтенсивно розпадаються на тонкі пластинки, товщиною 0,5-1 мм.
Зольність їх змінюється з 68 до 90%, вологість – 0,4 – 0,7%,  густина – 2,14 – 2,84 г/см3, вихід сланцевої смоли 2 – 4, іноді 6%, теплота згоряння – 4 – 8 МДж/кг. 

### Нафтогазогенераційний потенціал
Однією з головних характеристик нафтогазогенераційних властивостей порід є кількісний вміст в них диспергованого органічного вуглецю (Сорг). За чсленними визначеннями цього параметру в зразках менілітових бітумінозних аргілітів, він змінюється від часток відсотка до 20 %. Максимальні значення Сорг сягають 20,08 %. Середнє значення коливається в межах 4-8 %. За методом піролізу Rock-Eval, параметр S1 становить 0,13 - 6,29 мг ВВ/г породи. Згідно з класифікацією нафтогазогенераційних властивостей порід, за цим параметром переважна більшість зразків менілітових бітумінозни аргілітів характеризуються добрими і дуже добрими нафтогазогенераціними властивостями. Проте, лише за параметром S1 оцінка нафтогазогенераційних властивостей порід не є надійною, оскільки на нього сильно впливають процеси міграції вуглеводнів. Тому використання параметру S2 (нафтовий потенціал) дає змогу розпізнати нафтоматеринську товщу в розрізі і оцінити її нафтогазогенераційні можливості. Для більшості зразків менілітових бітумінозних аргілітів параметр S2 становив 2,33-49,6 мг ВВ/г породи — добрий і дуже добрий нафтогенераційний потенціал.
Кількість горючих речовин в окремих пробах сухих сланців коливається від 12 до 35%, теплота згоряння – від 3,75 до 10,0 МДж/кг. При видобутку і дробленні теплота згоряння у середньому становить 5-6 МДж/кг. Вихід летких речовин у середньому становить 50% на органічну масу, вміст водню і кисню в горючій речовині – відповідно 6,5-7,5% і 16-20%, вміст сірки на суху речовину 1,5-3,5%, причому 65% від загального вмісту складають сульфіди і дисульфіди (пірит і марказит) і тільки 5-15% – сульфати.

## Використання
Численні лабораторні досліди, які проведені з різними сільськогосподарськими культурами, показали, що менілітові сланці, добавлені у ґрунт стимулюють ріст зерна, прискорюють розвиток рослин, підвищують їх врожай в різних кліматичних зонах. Вони діють як біостимулятори росту тварин. 
При нагріванні у печах до температури 1200° сланці спучуються і перетворюються в пористу легку речовину, яку можна використовувати як заповнювач для легких бетонів густиною 0,2 – 0,8 г/см3 з підвищеною тепло та звукоізоляцією.
При комплексному використанні менілітових сланців продукти їх піролізу можуть бути використані як рідке і газоподібне паливо.